# Heliocaminus (albedo)
Heliocaminus  è una caratteristica di albedo della superficie di Mercurio.